# Mughanga
Mughanga ist ein Verwaltungsbezirk (englisch Ward) des Distrikts Singida (MC) in der tansanischen Region Singida.

## Geografie
Mughanga ist ein Bezirk im nördlichen Zentralteil von Tansania, es ist der nördliche Stadtteil der Regionshauptstadt Singida. Die Grenze im Süden bildet die Nationalstraße T14, im Norden reicht der Bezirk bis zum See Singida. Bei der Volkszählung 2022 lebten 3217 Menschen in 778 Haushalten auf einer Fläche von 4 Quadratkilometern.
Der Bezirk grenzt an sechs Bezirke des Distrikts Singida (MC):
|         | Mandewa                                     | Mitunduruni |
|         | Kompassrose, die auf Nachbargemeinden zeigt | Minga       |
| Utemini | Ipembe                                      | Majengo     |

## Gliederung
Der Bezirk besteht aus zwei Stadtteilen (swahili Mtaa):
- Bomani
- Mji wa Zamani